# Махабалипурам
Махабалипурам је град у индијској држави Тамил Наду. Налази се 60 km јужно од Ченаја. У 7. веку је био лучки град јужноиндијске династије Палава. То место је археолошки значајно по различитим историјским споменицима између 7. и 9. века и налази се на УНЕСКО-вом списку Светске баштине.

## Историја
У 7. веку династија Палава је владала подручјем. Махабалипурам је био лучки град који је имао трговачке везе са Шри Ланком, Индонезијом и краљевством Чампа у Вијетнаму. Саградили су монументалне храмове посвећене хиндуистичким божанствима Вишну, Шива и херојима Махабхарате. Према описима раних путописаца подручје око Махабалипурама имало је 7 пагода крај мора. Марко Поло је, наводно, посетио Махабалипурам, али није оставио никакве белешке сем имена.

## Споменици
Споменици су углавном изрезбарени у камену и монолитни су. Представљају рану фазу дравидске архитектуре са видљивим елементима будистичког дизајна. Од споменика постоје храмови по спиљама, рељефи и структурни храмови. Ступови су дравидскога реда. Скулптуре представљају одличан пример палава уметности. Постоји и мишљење да је подручје служило младим кипарима као школа. Углавном су се правили храмови из једнога огромног комада стене, па би се исклесавали.
Од значајних структура истичу се:
- Арџунино испаштање или силазак Ганга -рељефна структура са многобројним причама из хиндуистичке митологије
- Вараха пећински храм - храм исклесан у стени настао у 7. веку
- Обални храм - храм на обали Бенгалског залива. Недавна ископавања су открила нове структуре. Када је циклон однео храм поново је реконструисан камен по камен
- Панча Ратас (пет кола) - представља пет монолитских пирамидалних структура, именованих по хиндуистичким божанствима. Иако су велике нису састављане, него су исклесане из једнога великога комада стене.

## Новија открића
Један стари лучки град и делови храма откривени су након цунамија из 2004. Тада су снажни таласи скинули слојеве песка, који су сакривали различите камене структуре и открили изрезбарене животиње, укључујући изрезбарену главу слона и коња у лету. До цунамија се сматрало да је прича од седам пагода мит. Могуће је да постоји још потопљених пагода на дну мора крај Махабалипурама.
|  |  |